# Ministerium für Wissenschaft und IKT
Das Ministerium für Wissenschaft und IKT (MSIT; koreanisch: 과학기술정보통신부) ist ein Ministerium der Regierung von Südkorea. IKT steht für Informations- und Kommunikationstechnogie.
Ihr Hauptsitz befindet sich in Sejong-Stadt.

## Struktur
Sie besteht aus einem vom Präsidenten ernannten Minister, zwei Vizeministern, dem Direktor des Hauptquartiers, drei Bürostellen (실), 19 Abteilungen (국) und Behörden (관), and 70 Unterabteilungen (과) und Teams.